# Ослос
Ослос (нем. Osloß) — община в Германии, в земле Нижняя Саксония.
Входит в состав района Гифхорн. Подчиняется управлению Больдеккер Ланд. Население составляет 1896 человек (на 31 декабря 2010 года). Занимает площадь 7,64 км².
| Год  | Население |
| ---- | --------- |
| 1990 | 1481      |
| 1995 | 1722      |
| 2000 | 1880      |
| 2005 | 2010      |
| 2010 | 1899      |